# Sinophora nigroscutellata
Sinophora nigroscutellata är en insektsart som beskrevs av Matsumura 1942. Sinophora nigroscutellata ingår i släktet Sinophora och familjen spottstritar. Inga underarter finns listade i Catalogue of Life.